# تپه لای لربیان
تپه لای لربیان مربوط به دوره ساسانیان است و در شهرستان خرم بید، بخش مشهد مرغاب، دهستان شهید آباد، ۲ کیلومتری غرب روستای بیان واقع شده و این اثر در تاریخ ۲۶ اسفند ۱۳۸۶ با شمارهٔ ثبت ۲۱۸۶۶ به‌عنوان یکی از آثار ملی ایران به ثبت رسیده است.